# Freddy Borrás
Pedro Alfredo Borrás Blasco, detto Freddy (Guánica, 20 maggio 1924 – Guaynabo, 12 luglio 1999), è stato un cestista e allenatore di pallacanestro portoricano naturalizzato spagnolo.

## Carriera
Borrás si trasferì in Spagna dalla nativa Porto Rico per motivi di studio, cercando inoltre di evitare la chiamata alle armi per la Guerra di Corea. Fu tra i primi veri giocatori leggendari della storia della pallacanestro spagnola, e fu considerato un innovatore del basket iberico, poiché introdusse per primo il tiro in sospensione.
Giocò nel Real Madrid dal 1948 al 1954, e contemporaneamente ne fu anche allenatore dal 1949 al 1954. Con i Blancos vinse la Copa del Generalísimo nel 1951, nel 1952 e nel 1954.
Naturalizzato spagnolo, giocò 22 partite con la Nazionale spagnola, vincendo l'argento ai Giochi del Mediterraneo del 1951. Partecipò inoltre alla fase di qualificazione per il Mondiale 1950. Nel 1952 fu anche allenatore della Spagna.
Si ritirò dall'attività sportiva nel 1954, facendo ritorno in patria.

## Palmarès
- Copa del Rey: 3

Real Madrid: 1951, 1952, 1954